# 新北市立安溪國民中學
新北市立安溪國民中學為位於台灣新北市三峽區大同路135號的一所國民中學，創立於1997年。學校最大容量為60班，現有學生26班，包含1班資源班，另有6班幼稚園班；學生約800人、教師102人、職員16人。於2009年8月1日新增數理資優班1班。
學校名稱源自中國大陸的福建省安溪縣，由於三峽之居民早期多為從福建省安溪縣前來。1989年已先成立新北市立安溪國民小學，後經三峽鎮公所及鎮民代表會同意後，此新設立之國民中學亦定名為安溪國民中學。
學區包括三峽區安溪里、介壽里、中正里及礁溪里，其中部分區域與新北市立明德高級中學和新北市立三峽國民中學為共同學區。目前7年級有9個班級、8年級有9個班級、9年級有8個班級。
有領養一隻柴犬，名為可樂。曾為該校校犬，常參與生命教育相關活動，也曾經參與新北市宣傳片拍攝，已於2022年去世。

## 校史
- 1987/01/01 徵收校地
- 1994/01/01 命名為安溪國民中學
- 1994/08/01 宋治國校長正式籌備設校
- 1997/08/01 幼稚園成立，開始招生
- 2000/08/21 取得建物所有權狀

## 歷任校長
| 任期                        | 名字   |
| --------------------------- | ------ |
| 1997年8月1日-2000年8月1日   | 宋治國 |
| 2000年8月1日-2005年8月1日   | 吳松柏 |
| 2005年8月1日-2011年11月25日 | 曾春榮 |
| 2011年11月25日-2012年8月1日 | 林世慶 |
| 2012年8月1日-2020年7月31日  | 簡財源 |
| 2020年8月1日-2024年7月31日  | 池旭臺 |
| 2024年8月1日-現任           | 王雯華 |

## 外部連結
- 新北市立安溪國民中學
- 新北市立安溪國民中學數理資優班